# Skytteholms IP
Skytteholms IP är en sportanläggning i stadsdelen Skytteholm i Solna kommun. Den består av tre gräsplaner, av vilka två är mindre spelplatser utan läktare. Den tredje gräsplanen har en huvudläktare och ett par provisoriska läktare. Anläggningen invigdes 1967, renoverades 1990 samt 2003 och tar cirka 4 000 åskådare vid fullsatt. Publikrekordet är 5 269 åskådare från en match mellan Vasalunds IF och Hammarby IF i Division 1 1993.
Vasalunds IF, som spelar i division 1 norra 2019, har Skytteholms IP som hemmaarena. Arenan används också i stor utsträckning för ungdomsfotboll och för AIK Damers hemmamatcher i Elitettan och i Damallsvenskan.  AIK:s herrlag spelar också hemmamatcher på Skytteholms IP under vissa försäsonger. Under vintern 2022 spelar AIK även sina hemmamatcher i Svenska Cupens gruppspel på Skytteholms IP. Även andra lag använder Skytteholms IP vid vissa träningsmatcher, däribland Djurgårdens IF.

### Fotnoter
1. ↑  https://www.solna.se/uppleva--gora/idrott-och-anlaggningar/fotbollsplaner
2. ↑  ”Arkiverade kopian”. Arkiverad från originalet den 9 oktober 2017. https://web.archive.org/web/20171009092549/https://www.solna.se/sv/idrott-fritid/nyheter-idrott-fritid/skytteholms-ip-fyller-50-ar/. Läst 8 oktober 2017.